# ۲۷۵ (میلادی)
۲۷۵ (میلادی) دویست و هفتاد و پنجمین سال تقویم میلادی است.

## درگذشتگان
- اورلیان، امپراتور روم (به قتل رسید)

‎